# Ballerus sapa
Ballerus sapa, conosciuto comunemente come abramide nano e a volte noto con il nome tedesco di Zobel, è un pesce osseo di acqua dolce appartenente alla famiglia Cyprinidae.

## Distribuzione e habitat
Questo pesce è presente nei fiumi tributari del mar Nero, del mar Caspio e del mar d'Aral. È presente nel Danubio e nel suo bacino. È stato introdotto in varie località in Russia, compreso il lago Ladoga ed i suoi immissari, nel Reno e nella Vistola, e si è rivelato quasi dappertutto invasivo.
È un tipico abitante della zona dell'Abramis brama, dei grandi fiumi di pianura. Alcune popolazioni sono anadrome o semi-anadrome e passano tutto il loro tempo al di fuori della fregola in acque salmastre. Di solito frequenta ambienti a corrente veloce ma spesso prolifera nei laghi artificiali, soprattutto nell'alto Danubio.

## Descrizione
Molto simile all'abramide medio da cui si distingue per l'occhio molto più grande, per la bocca piccola in posizione inferiore, per le scaglie più grandi e per le dimensioni minori, fino a 25 cm, di solito non più di 15.

## Biologia
Si tratta di una specie notturna.

### Alimentazione
Si ciba di invertebrati bentonici.

### Riproduzione
Le uova vengono deposte tra aprile e maggio in ambienti a corrente veloce con temperatura dell'acqua di almeno 8°. Per la fregola si riuniscono grandi banchi. Le forme semianadrome risalgono i fiumi nel mese di novembre e stazionano in acqua dolce fino alla primavera successiva quando avviene la riproduzione per poi tornare in mare.

## Pesca
Nonostante si tratti di un pesce di piccole dimensioni, dalle carni insipide e ricchissime di lische, l'abramide nano viene pescato anche professionalmente in Ucraina e nella Russia europea dove ha un certo valore commerciale e viene anche commerciata affumicata o essiccata.

## Conservazione
Questa specie è invasiva in alcune zone dell'Europa centrale (Reno e Vistola) e settentrionale (lago Ladoga) mentre è minacciata ed in diminuzione a causa soprattutto dell'inquinamento, a cui è molto sensibile, in parte di quella orientale. Presente in numero elevatissimo nei bacini delle centrali idroelettriche.